# 克罗地亚纯权利党
克罗地亚纯权利党（克羅埃西亞語： 或 HČSP）是克罗地亚的一个极右翼政党，成立于 1992 年。该党声称自己是同名右翼政党克罗地亚纯权力党的后裔，该党活跃于20世纪初，在克罗地亚是奥匈帝国和南斯拉夫王国的一部分时主张克罗地亚的自决权。
在2011年克罗地亚议会选举中，由克罗地亚权利党安特·斯塔尔切维奇博士和克罗地亚纯权利党组成的联盟赢得了一个议会席位，由鲁扎·托马希奇持有。